# Hunan TV
Hunan Television (ou Hunan TV) é um canal de televisão chinês, que faz parte da Hunan Broadcasting System (HBS).